# Trophée Barthés
Le trophée Barthés (en anglais : Barthés Trophy) est une compétition de rugby à XV organisée par Rugby Afrique. Elle est disputée par les équipes nationales africaines des moins de 20 ans.

## Historique
La compétition est créée en 2017, dans l'optique de prendre le relais de la Coupe d'Afrique des moins de 19 ans (es) ; elle rassemble les différentes équipes nationales africaines en catégorie des moins de 20 ans,. Le trophée porte le nom de Jean-Luc Barthés, artisan du développement du rugby en Afrique mort le 10 février 2016,,. À sa création, elle est l'unique compétition junior organisée par Rugby Afrique.
L'édition inaugurale est remportée par la Namibie aux dépens de la Tunisie.
À compter de la seconde édition, la compétition fait office de tournoi qualificatif pour le Trophée mondial des moins de 20 ans, antichambre du championnat du monde,. Ainsi, la Namibie obtient sa qualification en remportant le trophée Barthés 2018.
En 2019, le Kenya finit à la première place du tournoi en battant la Namibie ; il stoppe par la même occasion la chaîne de victoires des Namibiens, confondue entre la Coupe d'Afrique des moins de 19 ans et le trophée Barthés, et récupère la place qualificative de cette dernière pour le Trophée mondial.
L'organisation de l'édition 2020 fait l'objet d'un report en raison de la pandémie de Covid-19, puis d'une annulation en marge de l'arrêt général de toutes les compétitions organisées par Rugby Afrique en réponse à la crise sanitaire.

## Format
Lors des deux premières éditions, deux groupes géographiques font office de phase préliminaire : une poule A et une poule B représentant respectivement les pays du Nord et du Sud de l'Afrique. Après deux premiers matchs disputés, les vainqueurs des deux rencontres s'affrontent, ainsi que les deux perdants, en guise de finales de classement. Le champion est quant à lui désigné sur la base du classement de chacune des poules. La compétition se dispute sur deux jours distincts, les matchs de chaque poule étant joués dans une seule ville,.
À compter de 2019, la compétition est fractionnée en trois divisions de quatre équipes chacune. Le champion de la poule A, représentant la première division, se qualifie pour le Trophée mondial, tandis qu'un système de promotion et relégation entre les trois poules. Le système de confrontation de la poule A reste identique aux deux premières éditions du trophée Barthés, tandis que le champion est désigné par la finale de classement.

## Palmarès
| Édition   | Lieu(x)               | Vainqueur       | Deuxième        | Troisième       |
| --------- | --------------------- | --------------- | --------------- | --------------- |
| 2017 (es) | Monastir Antananarivo | Namibie -20     | Tunisie -20     | Maroc -20       |
| 2018 (es) | Jemmal Windhoek       | Namibie -20     | Tunisie -20     | Kenya -20       |
| 2019 (es) | Nairobi               | Kenya -20       | Namibie -20     | Sénégal -20     |
| 2020      | Nairobi               | Édition annulée | Édition annulée | Édition annulée |
| 2021 (es) | Nairobi               | Kenya -20       | Madagascar -20  | Sénégal -20     |
| 2022 (es) | Nairobi               | Zimbabwe -20    | Namibie -20     | Kenya -20       |
| 2023 (es) | Nairobi               | Zimbabwe -20    | Namibie -20     | Namibie -20     |
| 2024      | Harare                | Kenya -20       | Zimbabwe -20    | Namibie -20     |